# Chichester
Chichester es una ciudad situada en el sur de Inglaterra. Según el censo de 2021, tiene una población de 29 400 habitantes.
Tiene una superficie de 10,67 km². Es la capital del condado no metropolitano de West Sussex.
El monumento más famoso de Chichester es su catedral, una de las más famosas del Reino Unido, que data del año 1075. En ella está enterrado Richard de Chichester, que fue obispo de la ciudad.

## Catedral
Tras la conquista normanda de 1066, el Concejo de Londres consideró que las catedrales situadas en lugares remotos debían trasladarse a zonas más pobladas, por lo que en 1076 se estableció la sede de Chichester y el obispado se trasladó a la antigua ciudad romana de Chichester. En 1075 se comenzó a construir la nueva catedral.
Está dedicada a la Santísima Trinidad (Holy Trinity). Es uno de los principales edificios normandos de Inglaterra. A lo largo de su historia se fueron añadiendo elementos en diferentes estilos, pero fue durante el siglo XIX cuando se tuvo que reconstruir en gran parte al colapsar la torre y la aguja de la catedral.
Esta catedral es única en Inglaterra porque tiene una torre campanario separada del edificio principal en lugar de estar integrada en él.

## Ciudades hermanas
- Chartres (Francia)
- Ravenna (Italia)